# 佛羅里達州第一國會選區
佛罗里达州第一国会选区为美国佛罗里达州的国会选区，位于佛罗里达狭地西部。该选区囊括了整个艾斯康比亚县、奥卡鲁沙县、圣罗萨县、沃尔顿县以及霍尔姆斯县的部分地区。该选区当前的聯邦眾議員为懸缺。